# Česká mužská volejbalová reprezentace
Česká volejbalová reprezentace mužů představuje reprezentační družstvo České republiky ve volejbale pod vedením České volejbalové federace, které se účastní mezinárodních soutěží. Před vznikem samostatného českého státu v roce 1993 nastupovali volejbalisté za československý výběr. Mezinárodní volejbalová federace (FIVB) připisuje České republice, jakožto nástupnickému družstvu, statistické údaje od roku 1948. Nejlepšími výsledky samostatného českého týmu jsou dvě čtvrtá místa na evropském šampionátu (1999, 2001).
Aktuálním trenérem reprezentačního výběru je od roku 2020 Jiří Novák, který na postu trenéra nahradil Michala Nekolu.

## Mistrovství světa
| Rok/pořádající země       | Účast                           |
| ------------------------- | ------------------------------- |
| MS 1994 Řecko             | Bez účasti                      |
| MS 1998 Japonsko          | 19. místo                       |
| MS 2002 Argentina         | 13. místo                       |
| MS 2006 Japonsko          | 13. místo                       |
| MS 2010 Itálie            | 10. místo                       |
| MS 2014 Polsko            | Bez účasti                      |
| MS 2018 Itálie, Bulharsko | Bez účasti                      |
| MS 2022 Rusko             | Bez účasti                      |
| Celkem                    | Účast – 4× · – 0× · – 0× · – 0× |

## Mistrovství Evropy
| Rok/pořádající země                                  | Účast              |
| ---------------------------------------------------- | ------------------ |
| ME 1993 Finsko                                       | 8. místo           |
| ME 1995 Řecko                                        | 9. místo           |
| ME 1997 Nizozemsko                                   | 6. místo           |
| ME 1999 Rakousko                                     | 4. místo           |
| ME 2001 Česko                                        | 4. místo           |
| ME 2003 Německo                                      | 10. místo          |
| ME 2005 Srbsko a Černá Hora                          | 9. místo           |
| ME 2007 Rusko                                        | Bez účasti         |
| ME 2009 Turecko                                      | 16. místo          |
| ME 2011 Rakousko, Česko                              | 10. místo          |
| ME 2013 Polsko, Dánsko                               | 16. místo          |
| ME 2015 Bulharsko, Itálie                            | 13. místo          |
| ME 2017 Polsko                                       | 7. místo           |
| ME 2019 Belgie, Francie, Nizozemsko, Slovinsko       | 13. místo          |
| ME 2021 Polsko, Česko, Estonsko, Finsko              | 8. místo           |
| ME 2023 Itálie, Bulharsko, Severní Makedonie, Izrael | 12. místo          |
| Celkem                                               | – 0× · – 0× · – 0× |

## Olympijské hry
| Rok/pořádající země     | Účast                           |
| ----------------------- | ------------------------------- |
| LOH 1996 Atlanta        | Bez účasti                      |
| LOH 2000 Sydney         | Bez účasti                      |
| LOH 2004 Athény         | Bez účasti                      |
| LOH 2008 Peking         | Bez účasti                      |
| LOH 2012 Londýn         | Bez účasti                      |
| LOH 2016 Rio de Janeiro | Bez účasti                      |
| LOH 2020 Tokio          | Bez účasti                      |
| Celkem                  | Účast – 0× · – 0× · – 0× · – 0× |